# Život uživo (Maya Berović)
Život uživo prvi je studijski album pjevačice Maye Berović. Izdao ga je Grand Production u kolovozu 2007. godine.

## Popis pjesama
| Br. | Skladba                      | Trajanje |
| --- | ---------------------------- | -------- |
| 1.  | »Džin i limunada«            | 3:44     |
| 2.  | »Poljubi je za mene«         | 3:19     |
| 3.  | »Život uživo«                | 4:05     |
| 4.  | »Kriva reka«                 | 3:15     |
| 5.  | »100 dinara«                 | 3:59     |
| 6.  | »Šta ja imam što te nemam«   | 4:05     |
| 7.  | »Nije moja soba bez kreveta« | 3:01     |
| 8.  | »Zanosi zanosi«              | 3:31     |

## Izdanja
| Regija   | Datum | Format(i) | Izdavač          |
| -------- | ----- | --------- | ---------------- |
| Srbija   | 2007. | CD        | Grand Production |
| Bugarska | 2007. | CD        | Payner           |